# استان بویره
| استان بویره        | استان بویره        |
| ------------------ | ------------------ |
|                    |                    |
| Algeria-Bouira.png |                    |
| کشور               | الجزایر            |
| مساحت              | ۴٬۴۳۹ کیلومتر مربع |
| جمعیت              |                    |
| جمعیت              | ۶۹۴٬۷۵۰            |
| تراکم جمعیت        | ۱۵۶٫۵/کیلومتر مربع |
| شمارگان            |                    |
| شمارهٔ استان        | ۱۰                 |
| پیش‌شمارهٔ تلفنی     | ۰۲۶                |
| تعداد فرمانداری‌ها  | ۱۲                 |
| تعداد شهرستان‌ها    | ۴۵                 |
| کد پستی            |                    |

بویره نام استان دهم کشور الجزایر است. جمعیت این استان ۶۹۴۷۵۰ و مساحت آن ۴۴۳۹ متر مربع است. تعداد شهرستان‌های این استان ۴۵ عدد می‌باشد. هم چنین پیش شماره این استان ۹۰۲۶ است.
شهرستان‌های این استان از این قرارند:
| - البویرة - عین الترک - آیت لعزیز - الأخضریة - قرومة - معالة - بودربالة - بوکرام - الزبربر - قادریة - عمر - جباحیة - سوق الخمیس - المقرانی - بئر اغبالو | - الروراوة - الخبوزیة - عین بسام - عین العلوی - عین الحجر - سور الغزلان - المعمورة - دیرة - ریدان - الحاکمیة - الدشمیة - برج اخریص - مسدور - تاقدیت - الحجرة الزرقاء | - الهاشمیة - وادی البردی - امشدالة - احنیف - الشرفة - صحاریج - اث منصور - اغبالو - بشلول - العجیبیة - الأسنام - اهل القصر - اولاد راشد - حیزر - تاغزوت |